# 先進出版公司
先進出版公司（Advance Publications, Inc.）是美國一家傳媒公司，由塞繆爾·紐豪斯、唐納德·紐豪斯和小塞繆爾·紐豪斯等人的後裔所擁有。該公司的名字得名于《斯塔騰島先進報》，而這份報紙也是紐豪斯家族所經營的第一份報紙。在《斯塔騰島先進報》上，先進出版公司作為出版人被列在郵件地址上，儘管當時這家公司還沒有一個正式的辦公場所。 截止2012年11月，先進出版公司被《福布斯》列為“全美第52大私人企業”。 克萊恩將先進出版公司評為2012年度紐約地區第四大私人企業。除持有出版及通訊資產外，先進出版公司作為一家控股公司還為紐豪斯家族控制了美國有線娛樂公司探索傳播31%的股份。

## 子公司
- 先進互聯網公司（英语：Advance Internet）
- 先進報紙出版公司（Advance Publications Newspapers）
- 先進雜誌出版公司（Advance Publications Magazines）
- 美國城市商業期刊（英语：American City Business Journals）辛迪加
- 康泰納仕出版公司
- 仙童時尚集團（英语：Fairchild Fashion Group）
- 大觀雜誌社（英语：Parade Publications）

## 出版物

### 美國城市商業期刊辛迪加
- 《美國城市商業期刊（英语：American City Business Journals）》（在41個美國城市開辦有當地的本土版）
- 《運動商業期刊》（Sports Business Journal）
- 《運動商業日報》
- 《納斯卡賽車畫報》（NASCAR Illustrated）
- 《斯崔特和史密斯體育年鑒》（Street & Smiths sports annuals）
- 《亨明斯汽車新聞（英语：Hemmings Motor News）》
- 《亨明斯肌肉汽車（英语：Hemmings Muscle Machines）》
- 《亨明斯運動及極限賽車（英语：Hemmings Sports & Exotic Car）》
- 《亨明斯經典汽車（英语：Hemmings Classic Car）》
- 《體育新聞（英语：The Sporting News）》
- 《曲棍球內幕（英语：Inside Lacrosse）》
- Portfolio.com（英语：Portfolio.com）

### 雜誌

#### 康泰納仕
- 《誘惑力（英语：Allure (magazine)）》
- 《建築輯要（英语：Architectural Digest）》
- 《好胃口（英语：Bon Appetit）》
- 《新娘（英语：Brides_(magazine)）》
- 《住宅與庭院設計（英语：House & Garden (magazine)）》
- 《悅遊（英语：Conde Nast Traveler）》
- 《細節（英语：Details (magazine)）》
- 《簡單生活》（Easy Living）
- 《魅力（英语：Glamour (magazine)）》
- 《高爾夫大師》
- 《高爾夫世界（英语：Golf World）》
- 《紳士季刊》
- 《幸運（英语：Lucky (magazine)）》
- 《紐約客》
- 《商業智慧（英语：Condé Nast Portfolio）》（已停刊，旗下網站成為美國城市商業期刊辛迪加的一部份。）
- 《悅己（英语：Self (magazine)）》
- 《尚流》
- 《少女時尚（英语：Teen Vogue）》
- 《名利場》
- 《時尚》
- 《W》
- 《連線》
- 《室內裝修世界（英语：World of Interiors）》

#### 仙童時尚
- 《女裝日報》
- 《名鞋新聞》（Footwear News）

#### 大觀出版
- 《大觀（英语：Parade (magazine)）》

## 有線電視
- 光明屋網絡公司（英语：Bright House Networks）
  - 海灣新聞9頻道（英语：Bay News 9）
  - 中佛羅里達新聞13頻道（英语：Central Florida News 13）
  - 光明屋體育電視網（英语：Bright House Sports Network）

- 探索傳播（占股31%）

## 曾經或已解散部門
- reddit - reddit 曾属于先进出版公司的子公司Condé Nast，与2011年被移动到和Condé Nast平级，为先进出版直接拥有。2012年，reddit成为一家独立公司。先进出版仍为最大股东。

## 外部連結
1. ↑  . 福布斯.   [2014-07-22]. （原始内容存档于2014-07-16）.
2. ↑  Flamm, Matthew. . Crain's New York. 2010-11-21  [2012-09-24]. （原始内容存档于2012-02-01）.
3. ↑   （页面存档备份，存于）; Forbes 11-2012
4. ↑  Flamm, Matthew. . CransNewYork.com. 2010-10-22  [2012-06-22]. （原始内容存档于2012-01-01）.